# Hjelmsøya
Hjelmsøya is een eiland in de provincie Finnmark in het noorden van Noorwegen. Het is onderdeel van de gemeente Måsøy. De laatste bewoners hebben eind jaren zestig van de twintigste eeuw het eiland verlaten. Sindsdien zijn grote delen van het eiland natuurgebied. Het hoogste punt van het eiland is de berg Geitingsryggen die 374 meter hoog is.